# Paul Lanneau
Paul Lanneau (* 22. Juli 1925 in Anderlecht; † 26. Januar 2017 in Brüssel) war ein belgischer römisch-katholischer Geistlicher und Weihbischof in Mecheln-Brüssel.

## Leben
Paul Lanneau empfing am 24. Juli 1949 die Priesterweihe. Bis 1950 war er Professor am Kolleg St. Peter in Leuven. Nachdem er in den folgenden zwanzig Jahren in verschiedenen Gemeinden als Pfarrer tätig gewesen war, wurde er 1970 zum Koordinator für karitative Pastoral im Erzbistum Mecheln-Brüssel berufen.
Am 14. Februar 1982 wurde er von Papst Johannes Paul II. zum Titularbischof von Tusuros und zum Weihbischof im Erzbistum Mecheln-Brüssel ernannt. Die Bischofsweihe spendete ihm der Erzbischof von Mecheln-Brüssel, Godfried Danneels, am 20. März desselben Jahres. Mitkonsekratoren waren der Bischof von Brügge, Emiel-Jozef De Smedt, der Bischof von Lüttich, Guillaume Marie van Zuylen, der Bischof von Tournai, Jean Huard, und Weihbischof Paul Constant Schoenmaekers aus Mecheln-Brüssel.
Am 20. März 2002 nahm Papst Johannes Paul II. seinen altersbedingten Rücktritt an.
Er war Großprior und Ehrengroßprior der belgischen Statthalterei des Ritterordens vom Heiligen Grab zu Jerusalem.